# 534299 Parazynski
534299 Parazynski este o planetă minoră (asteroid), cu un diametru de 1,387 km, din centura de asteroizi. A fost descoperită pe 16 aprilie 2010 la Wise Observatory⁠(d) de Wide-field Infrared Survey Explorer⁠(d) și a fost numită după Scott E. Parazynski⁠(d). 
Obiectul prezintă o orbită caracterizată de o semiaxă mare de 2,4086597888303 UAi, o excentricitate de 0,21898336286063, o înclinație de 11,659048124454 ° în raport cu ecliptica.